# Екше (комуна)
Комуна Екше (швед. Eksjö kommun) — адміністративно-територіальна одиниця місцевого самоврядування, що розташована в лені Єнчепінг у південній Швеції.
Екше 132-а за величиною території комуна Швеції. Адміністративний центр комуни — місто Екше.

## Населення
Населення становить 16 368 чоловік (станом на вересень 2012 року). 
| Кількість населення комуни Екше за 1970-2010 роки | Кількість населення комуни Екше за 1970-2010 роки | Кількість населення комуни Екше за 1970-2010 роки | Кількість населення комуни Екше за 1970-2010 роки | Кількість населення комуни Екше за 1970-2010 роки |
| ------------------------------------------------- | ------------------------------------------------- | ------------------------------------------------- | ------------------------------------------------- | ------------------------------------------------- |
| Рік                                               |                                                   |                                                   | Населення                                         |                                                   |
| 1970                                              | 1970                                              |                                                   | 18 203                                            | 18 203                                            |
| 1975                                              | 1975                                              |                                                   | 18 227                                            | 18 227                                            |
| 1980                                              | 1980                                              |                                                   | 18 072                                            | 18 072                                            |
| 1985                                              | 1985                                              |                                                   | 17 894                                            | 17 894                                            |
| 1990                                              | 1990                                              |                                                   | 18 124                                            | 18 124                                            |
| 1995                                              | 1995                                              |                                                   | 17 890                                            | 17 890                                            |
| 2000                                              | 2000                                              |                                                   | 16 868                                            | 16 868                                            |
| 2005                                              | 2005                                              |                                                   | 16 575                                            | 16 575                                            |
| 2010                                              | 2010                                              |                                                   | 16 244                                            | 16 244                                            |
| Джерело: SCB                                      |                                                   |                                                   |                                                   |                                                   |

## Населені пункти
Комуні підпорядковано 6 міських поселень (tätort) та низка сільських, більші з яких:
- Екше (Eksjö)
- Маріаннелюнд (Mariannelund)
- Інґаторп (Ingatorp)
- Гульт (Hult)
- Єльтевад (Hjältevad)
- Брусагольм (Bruzaholm)

## Міста побратими
Комуна підтримує побратимські контакти з такими муніципалітетами:
- Марсталь, Данія
- Барлінек, Польща

## Галерея

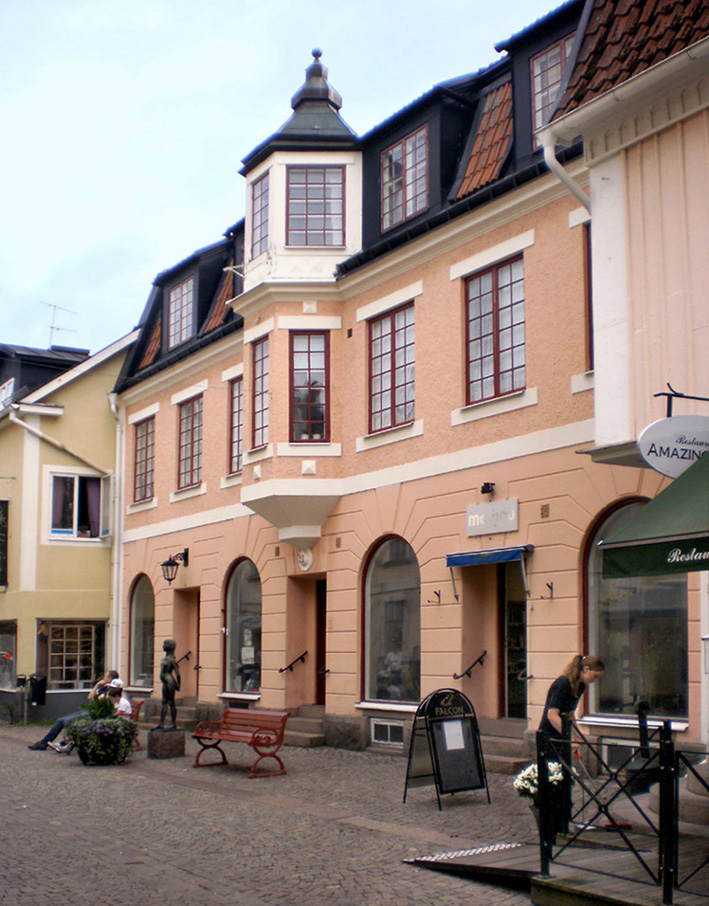
Екше
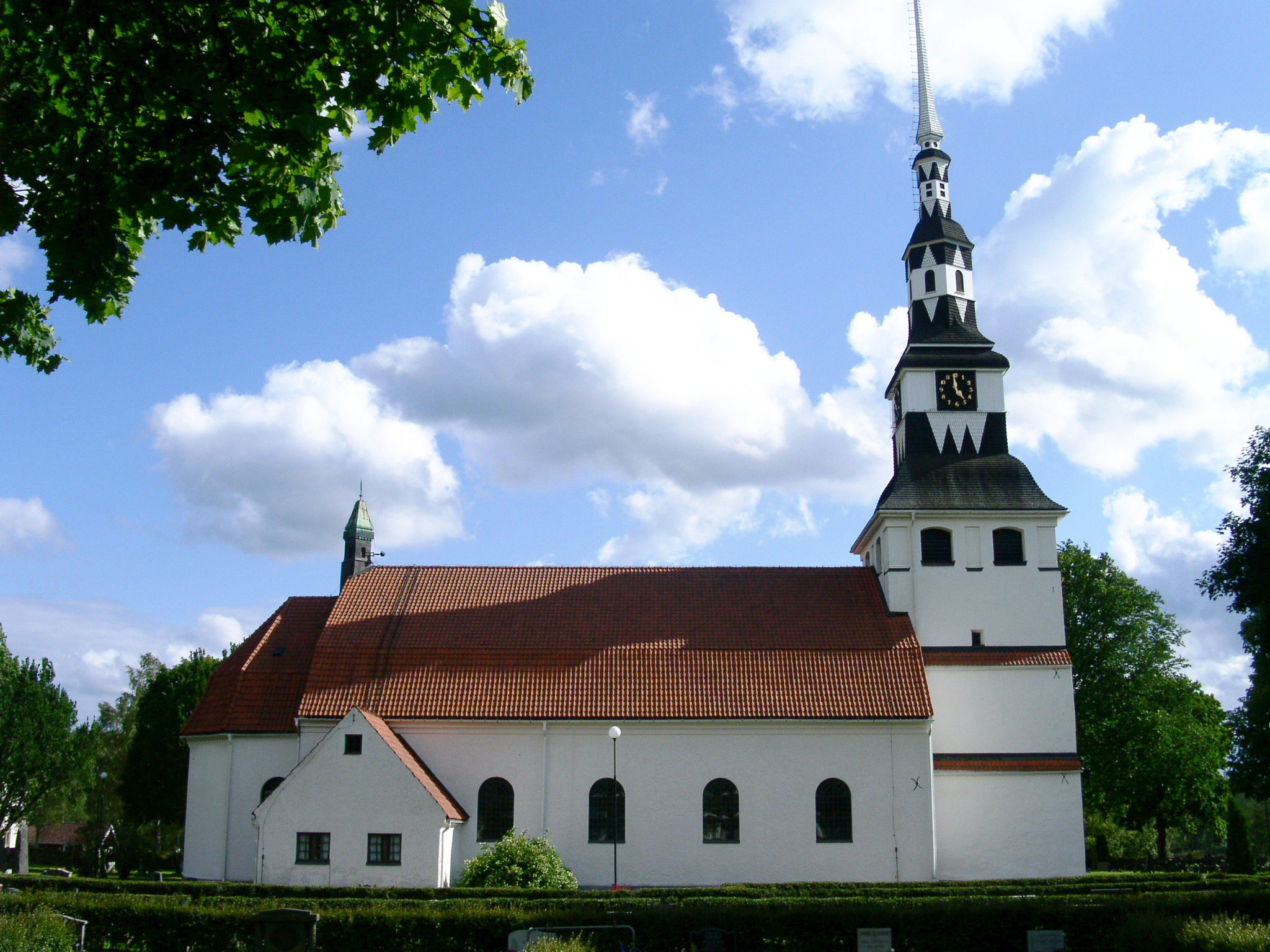
Церква (Інґаторп)
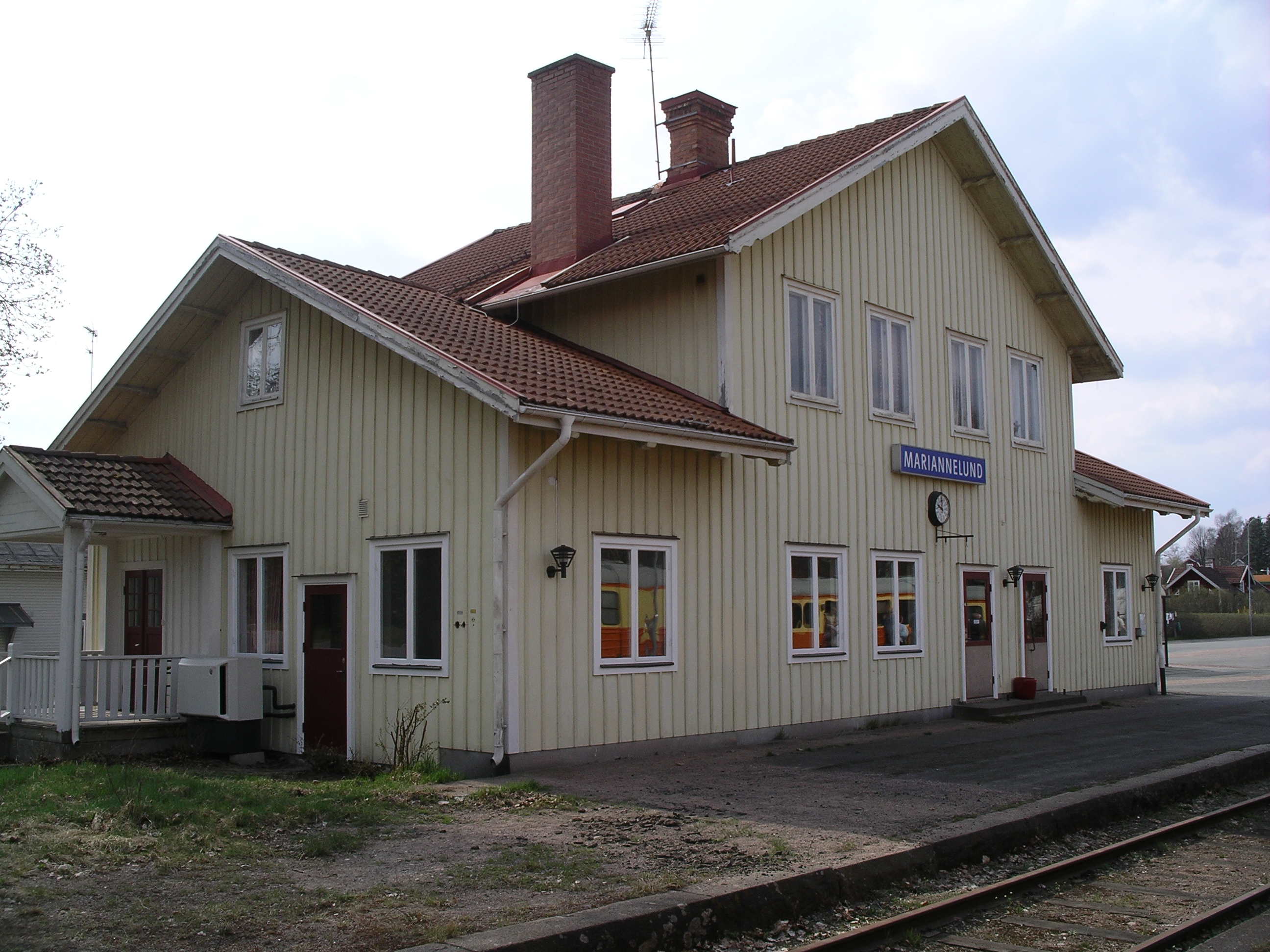
Залізнична станція Маріаннелюнд
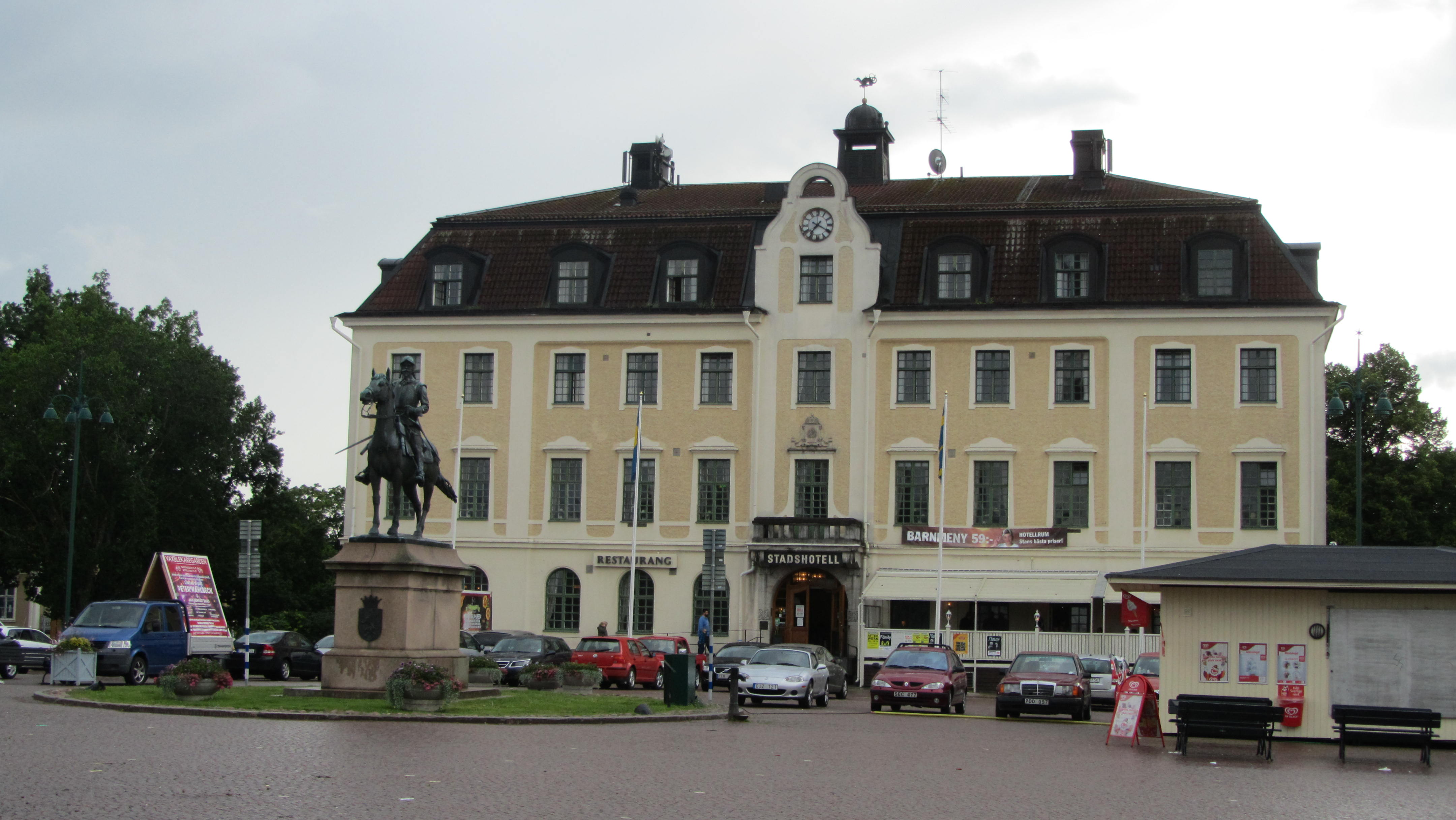
Ратуша в Екше

## Виноски
1. ↑  Andersson P. Sveriges kommunindelning 1863-1993 — Mjölby: Draking, 1993. — 132 с. — ISBN 978-91-87784-05-7
2. ↑  Folkmangd i riket, lan och kommuner (шв.) . Центральне бюро статистики Швеції. Архів оригіналу за 20 серпня 2013. Процитовано 22 лютого 2013.